# Солнце русской поэзии
«Солнце русской поэзии» — в русском языке образное определение (перифраз) значения поэта Александра Сергеевича Пушкина.

## История выражения
Выражение восходит к краткому извещению о смерти А. С. Пушкина, напечатанному 30 января (11 февраля) 1837 года, на следующий день после смерти, в «Литературных прибавлениях к Русскому инвалиду»:
Солнце русской поэзии закатилось! Пушкин скончался, скончался во цвете лет, в средине своего великого поприща!.. Более говорить о сем не имеем силы, да и не нужно: всякое русское сердце знает всю цену этой невозвратимой потери, и всякое русское сердце будет растерзано. Пушкин! Наш поэт! Наша радость, наша народная слава!.. Неужели в самом деле нет уже у нас Пушкина! К этой мысли нельзя привыкнуть! 29 января 2 ч. 45 м пополудни
Извещение не было подписано, его автором традиционно считался сам редактор «Литературных прибавлений» А. А. Краевский. Извещение вызвало гнев министра народного просвещения С. С. Уварова. Краевский был вызван к председателю Петербургского цензурного комитета, который довёл до него недовольство министра: «К чему эта публикация о Пушкине?.. Но что за выражения! „Солнце поэзии!“ Помилуйте, за что такая честь?..»
В 1914 году предположение о возможном авторстве писателя В. Ф. Одоевского высказал П. Н. Сакулин. В 1954 году в Нижнем Тагиле были найдены ранее неизвестные письма С. Н. Карамзиной к единокровному брату Андрею, и на основе письма 10 февраля 1837 года Ираклий Андроников счёл эту гипотезу подтверждённой. А. А. Краевский, очевидно, принял на себя авторскую ответственность как редактор издания.

## Предыстория
Уподобление какого-либо известного лица солнцу, а смерти его — заходу солнца встречается в русском языке много ранее. У Карамзина в его «Истории государства Российского» приводятся слова митрополита Кирилла на смерть Александра Невского в 1263 году, который
сведав о кончине великого князя <…> в собрании духовенства воскрикнул: «Солнце отечества закатилось.» Никто не понял сей речи. Митрополит долго безмолвствовал, залился слезами и сказал: «Не стало Александра!» Все оцепенели от ужаса, ибо Невский казался необходимым для государства и по летам своим мог бы жить ещё долгое время.
Источником Карамзину послужила «Степенная книга» XVI века, в которой фраза приводится в таком виде: Уже заиде солнце земьля Руськія.